# 취푸시
취푸(중국어: 曲阜, 병음: Qūfù)는 중화인민공화국 산둥성 지닝 시의 관할에 있는 현급시이다. 면적은 896km2이고, 인구는 64만 명(2007)이다. 성도인 지난에서 약 130km 떨어져 있고, 공자의 탄생지로 유명하다.
취푸라는 이름은 수나라 때부터 쓰이기 시작하였으며 춘추전국시대에는 노국(魯國)이라 했다. 주대(周代) 이전에는 엄국(奄國)이라 했다. 취푸는 중국 정부가 국가역사문화명성으로 지정했으며, 1994년 유네스코 세계유산에도 지정되어 있다.

## 역사
전설에 의하면, 삼황오제 가운데 염제(신농씨), 황제와 그의 아들 소호가 취푸 땅을 도읍으로 정했고 하 왕조 시대에는 엄국에 속했다고 하나, 사료상으로 확실한 것은 주 무왕이 동생 주공 단을 이 땅에 분봉하면서 이곳이 한 나라 수도가 되었다. 주공 본인은 노에 머무르지 않고 아들 백금에게 맡기고 자신은 수도에 남아 무왕 사후 불안정한 정치를 보좌했다고 한다. 이후로 이 땅은 873년 긴 세월에 걸쳐 노나라 도성이 되었으며, 주 천자 제후국 수도 가운데 가장 길게 이어지게 되었다.
당시 취푸는 성벽의 길이가 약 12km, 사면에 성문이 각 3개 있었다. 성 서남쪽은 궁전이나 사당·묘 등 왕의 건축군이 있는 내성이며, 성 서쪽은 도자기를 만드는 지구, 성의 북쪽은 야금 공업의 지구, 성 동쪽은 군영, 나머지는 시민 주거나 시장 등으로 구성되어 있었다. 성은 주나라 예규를 준수해 〈좌단우사〉(左壇右社), 〈면조후시〉(面朝後市)로 정돈되어 「예절의 나라」로 모범이 되고 있었다.

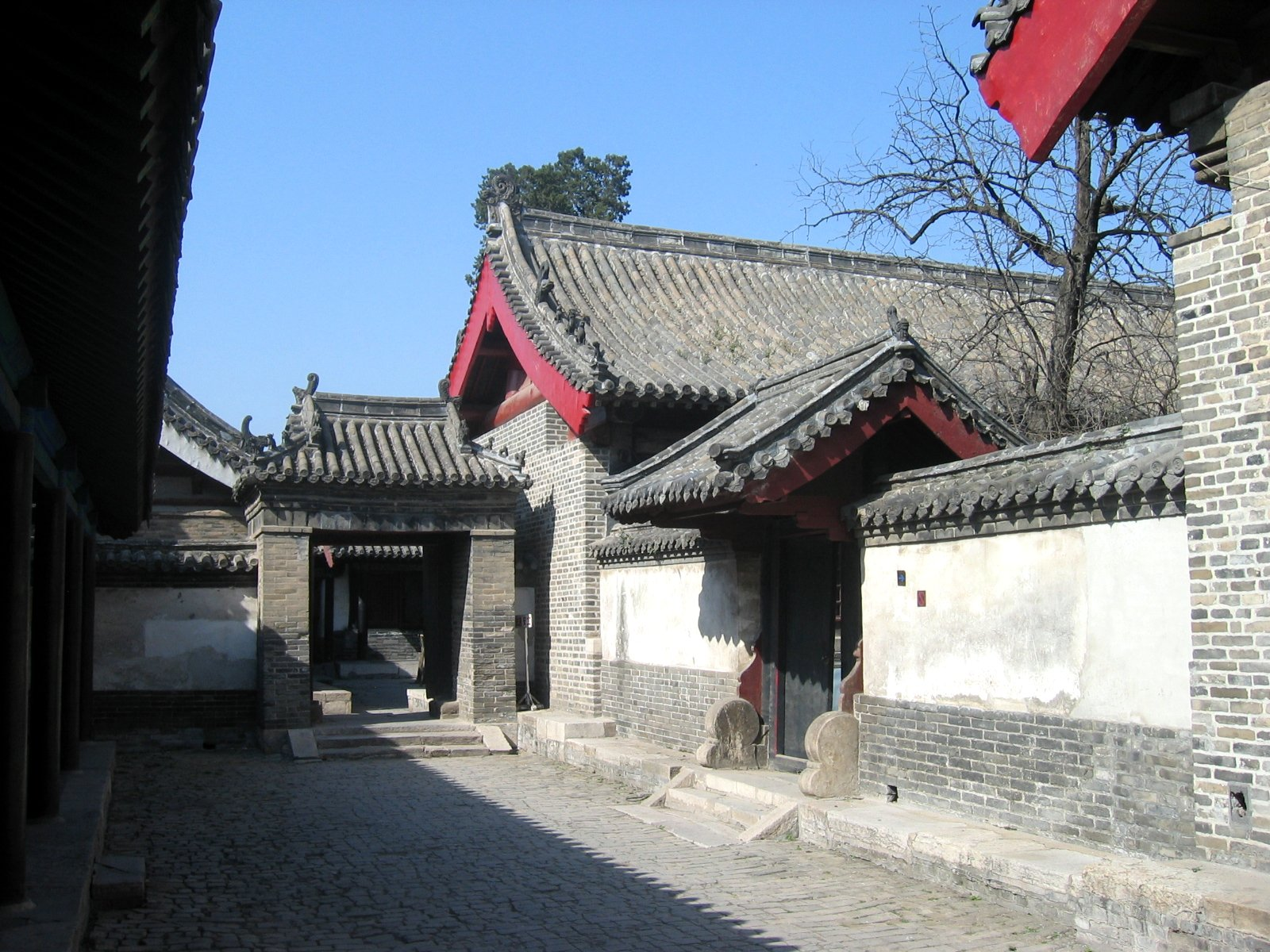
공부의 내부

춘추 시대에 후세에 문성(文聖), 대성지성선사(大成至聖先師)라 불리게 될 위대한 사상가이자 교육가인 공자가 출현했다. 그 사상은 후에 「유교」라고 불리며 중국이나 동아시아에 수천 년에 걸쳐 중대한 영향을 미치게 된다. 공자 사후 1년 후에 노공은 공자에 대한 제전을 실시했다. 전한 시대에 들어가면서 고조 유방은 한층 더 대대적으로 공자를 제사 지내는 의식을 거행하게 했다. 공자 자손들은 취푸에 대대로 거주하면서 역대 조정으로부터 봉상을 받아 연성공(衍聖公)이라는 칭호를 세습하여, 점차 중국 제일 명가가 되었다.
그 일족은 21세기 오늘날에 이르기까지 계속되고 있으며 제77대 쿵더청은 대만에 거주하고 있었지만, 2008년 10월 28일 중화민국 대만 타이페이시 병원에서 심부전으로 88세에 사망하였다. 취푸 주변에는 10만명 이상 공씨 성 사람들이 살고 있다. 취푸에 있는 공자 무덤(공자묘)나 거주지(직계의 자손이 사는 궁전)는 공묘, 공부로 불려 역대 황제 보호 아래 끊임없이 확장해, 오늘날 볼 수 있는 장대한 건축군이 되었다. 또 취푸 북쪽에는 약 10만 무덤이 있다고 하는 숲, 공림은 공가 묘지와 일가족 묘지로서는 세계 최대 규모다. 취푸의 공부, 공묘, 공림(삼공)은 세계 유산에도 등록되어 있다.
전국 시대 말기, 노가 초에 멸망하고 초의 노현이 되었으며, 한 왕조가 군국제를 실시하면서 황족을 노왕으로 봉하였다. 삼국 시대에는 또 노현이 설치되어 노군을 통치하는 중심지가 되었다. 수 때에는 성의 동쪽으로 부(阜, 언덕)가 있어, 위곡(委曲)의 길이가 78리라고 하는 유래로부터 이름을 취푸현(曲阜縣)으로 바꾸고 연주(兗州)에 속하게 하였다. 명, 청대를 거쳐 근대까지 끊임없이 공가의 본거지로서 번창해 왔지만 중화인민공화국의 건국으로 공가의 직계 자손은 대만에 피신했다.

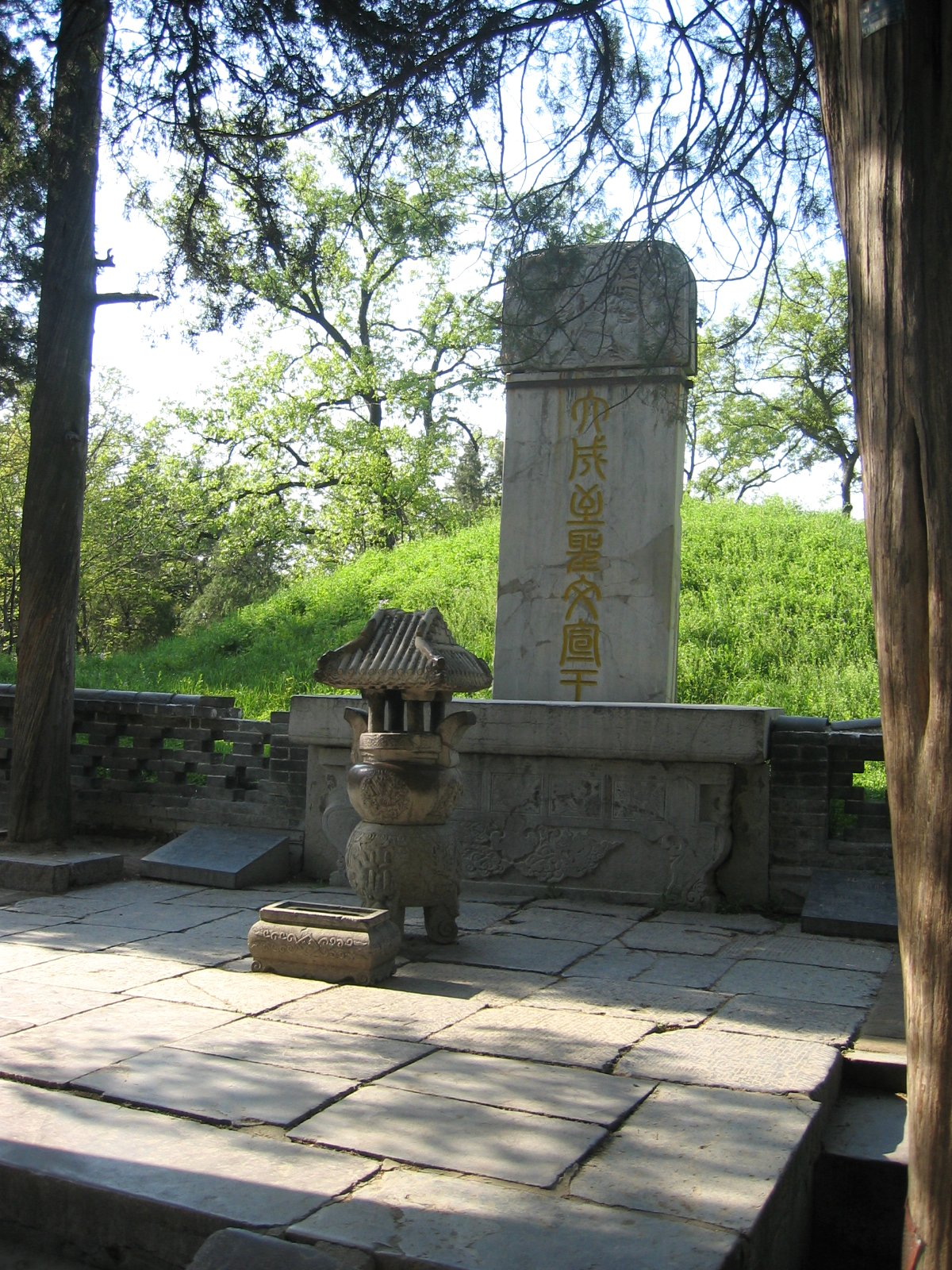
공림의 공자묘

문화대혁명으로 일부 파괴되었고, 일부는 완전히 수리되지 못한 채 남아 있다. 그 밖에 성의 내외에 공자의 제자 안회를 모시는 안묘나 서하후유적(西夏侯遺跡), 주공묘(周公廟), 춘추서원(春秋書院), 한노왕묘(漢魯王墓), 소호릉(少昊陵), 석문사(石門寺), 송대의 경영궁(景靈宮) 터 등 무수한 유적이나 문물이 산재한다.
취푸는 1982년에 국가역사문화명성으로 지정되었다. 1986년에는 취푸 현은 취푸 시로 승격되었고, 지급시인 지닝 시의 관할 하에 있다.

## 경제
취푸는 노남구릉(魯南丘陵)과 노서평원(魯西平原)이 교차하는 경계이며, 석탄 매장량이 많다.
농업은 밀, 수수, 옥수수, 면화가 중심으로, 공업은 석탄 채굴과 주조업 등 관광 이외의 큰 산업은 없다.

## 기후
시의 연평균 기온은 13°C, 강수량은 666mm이다.
| Qufu (1981−2010)의 기후                        | Qufu (1981−2010)의 기후 | Qufu (1981−2010)의 기후 | Qufu (1981−2010)의 기후 | Qufu (1981−2010)의 기후 | Qufu (1981−2010)의 기후 | Qufu (1981−2010)의 기후 | Qufu (1981−2010)의 기후 | Qufu (1981−2010)의 기후 | Qufu (1981−2010)의 기후 | Qufu (1981−2010)의 기후 | Qufu (1981−2010)의 기후 | Qufu (1981−2010)의 기후 | Qufu (1981−2010)의 기후 |
| 월                                             | 1월                     | 2월                     | 3월                     | 4월                     | 5월                     | 6월                     | 7월                     | 8월                     | 9월                     | 10월                    | 11월                    | 12월                    | 연간                    |
| ---------------------------------------------- | ----------------------- | ----------------------- | ----------------------- | ----------------------- | ----------------------- | ----------------------- | ----------------------- | ----------------------- | ----------------------- | ----------------------- | ----------------------- | ----------------------- | ----------------------- |
| 역대 최고 기온 °C (°F)                         | 16.1 (61.0)             | 23.1 (73.6)             | 27.5 (81.5)             | 32.7 (90.9)             | 36.7 (98.1)             | 39.4 (102.9)            | 41.0 (105.8)            | 36.9 (98.4)             | 36.2 (97.2)             | 35.6 (96.1)             | 26.0 (78.8)             | 18.8 (65.8)             | 41.0 (105.8)            |
| 일평균 최고 기온 °C (°F)                       | 4.9 (40.8)              | 8.3 (46.9)              | 14.0 (57.2)             | 21.2 (70.2)             | 26.6 (79.9)             | 31.3 (88.3)             | 31.7 (89.1)             | 30.9 (87.6)             | 27.2 (81.0)             | 21.5 (70.7)             | 13.5 (56.3)             | 6.7 (44.1)              | 19.8 (67.7)             |
| 일일 평균 기온 °C (°F)                         | −0.5 (31.1)             | 2.7 (36.9)              | 8.2 (46.8)              | 15.4 (59.7)             | 21.0 (69.8)             | 25.7 (78.3)             | 27.2 (81.0)             | 26.2 (79.2)             | 21.6 (70.9)             | 15.4 (59.7)             | 7.7 (45.9)              | 1.3 (34.3)              | 14.3 (57.8)             |
| 일평균 최저 기온 °C (°F)                       | −4.5 (23.9)             | −1. (30)                | 3.2 (37.8)              | 9.9 (49.8)              | 15.3 (59.5)             | 20.2 (68.4)             | 23.2 (73.8)             | 22.2 (72.0)             | 17.0 (62.6)             | 10.5 (50.9)             | 3.2 (37.8)              | −2.7 (27.1)             | 9.7 (49.5)              |
| 역대 최저 기온 °C (°F)                         | −17.8 (0.0)             | −13.7 (7.3)             | −9.8 (14.4)             | −1.7 (28.9)             | −4.0 (24.8)             | 11.5 (52.7)             | 16.6 (61.9)             | 12.7 (54.9)             | 7.0 (44.6)              | −2.0 (28.4)             | −11.9 (10.6)            | −14.8 (5.4)             | −17.8 (0.0)             |
| 평균 강수량 mm (인치)                          | 7.1 (0.28)              | 9.6 (0.38)              | 20.0 (0.79)             | 28.4 (1.12)             | 55.9 (2.20)             | 93.3 (3.67)             | 194.1 (7.64)            | 163.2 (6.43)            | 67.8 (2.67)             | 33.9 (1.33)             | 19.3 (0.76)             | 8.3 (0.33)              | 700.9 (27.6)            |
| 평균 상대 습도 (%)                             | 62                      | 59                      | 56                      | 57                      | 63                      | 62                      | 77                      | 79                      | 73                      | 69                      | 68                      | 66                      | 66                      |
| 출처: China Meteorological Data Service Center |                         |                         |                         |                         |                         |                         |                         |                         |                         |                         |                         |                         |                         |

## 교통
중국을 남북으로 횡단하는 징후 철도와 연석철도(兗石鐵道)가 시를 서북에서 동남에 관통하고 있다. 또 북경-상하이 간 고속철도가 이곳에 역을 만들 계획이기도 하다.

## 교육
- 취부 사범대학(曲阜師範大学)

## 관광
산동 취푸에 있는 공묘(孔廟), 공부(孔府), 공림(孔林)은 1994년 12월 세계문화유산으로 지정되었다. 공묘(孔廟)는 공자를 모시는 사당으로 공자가 죽고 1년 후 노(魯)나라의 애공(哀公)이 세운 것이다. 공림(孔林)의 원래 이름은 '지성림(至聖林)'으로, 공자와 그 가족의 무덤이며, 세계에서 가장 크고, 가장 길며, 가장 완전하게 보존된 종족무덤 및 인조임원(人造林園)이다. 공부(孔府)는 '성부(聖府)'라고도 하며, 공묘(孔廟) 오른쪽에 바로 이웃해 있다. 이는 공자의 직계 장자와 장손이 살던 사유토지이며, 중국 역사상 가장 유구하고 보존이 완전한 귀족 저택이다.

### 세계유산
- 삼공

## 행정 구역
2개 가도, 6개 진, 4개 향을 관할한다.
- 가도: 鲁城街道, 书院街道.
- 진: 吴村镇, 姚村镇, 陵城镇, 小雪镇, 南辛镇, 时庄镇.
- 향: 王庄乡, 董庄乡, 息陬乡, 防山乡.

## 같이 보기
- 쩌우청시